# Oscar I:s Minne (byggnad)

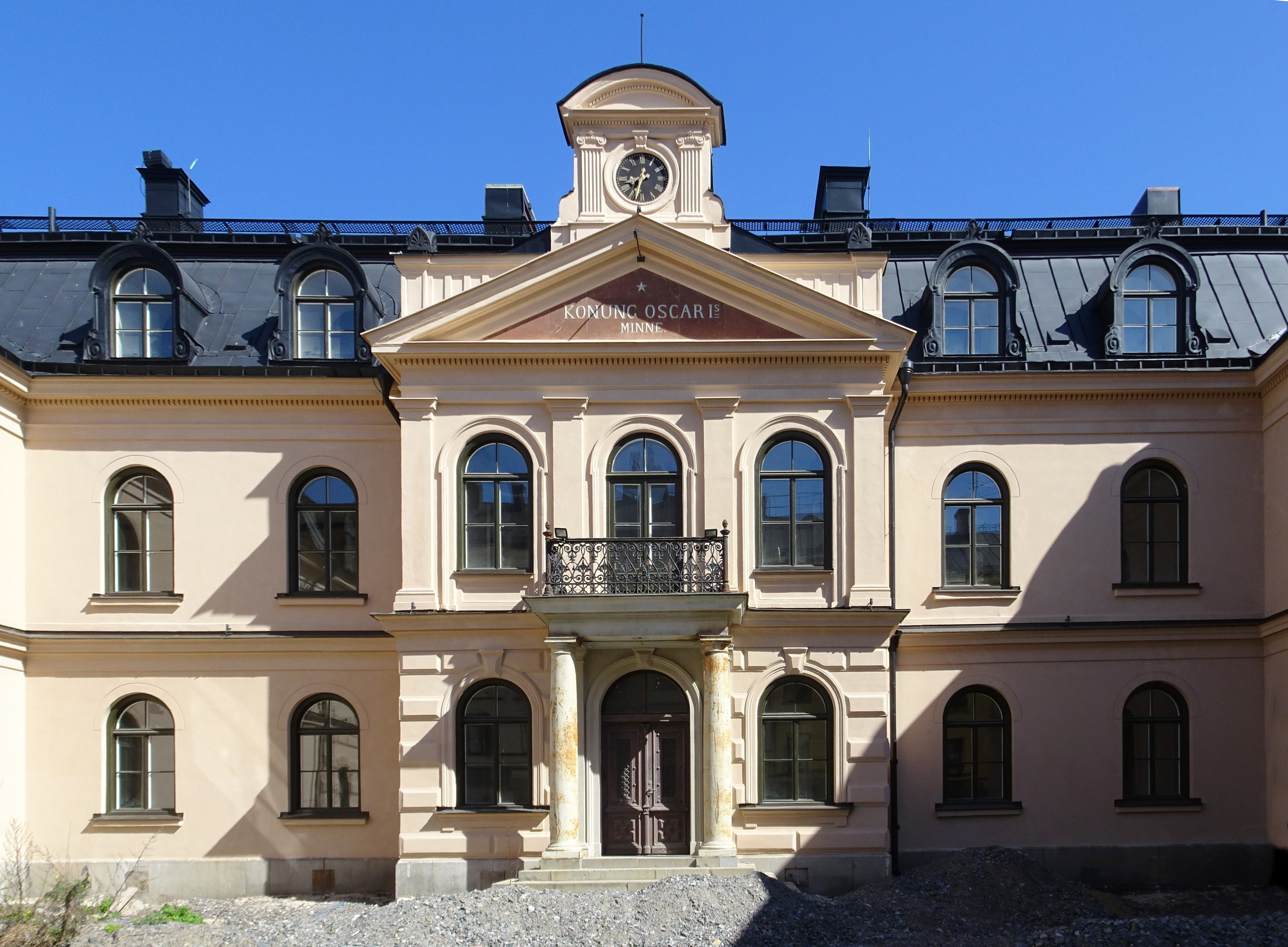
Oscar I:s Minne med renoverade fasader, april 2022.

Oscar I:s Minne (kort Stiftelsen) är en kulturhistoriskt värdefull byggnad i kvarteret Stiftelsen vid Björngårdsgatan 23 på Södermalm i Stockholm. Huset uppfördes i början av 1870-talet för Stiftelsen Konung Oscar I:s Minne efter ritningar av arkitekt Per Ulrik Stenhammar. Huset har av Stadsmuseet i Stockholm blivit blåklassat vilket är den högsta klassningen som betyder "att bebyggelsen bedöms ha synnerligen höga kulturhistoriska värden".

## Historik

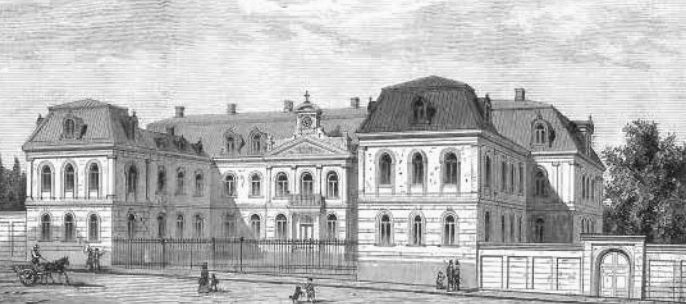
Fasad mot Björngårdsgatan, 1870-tal.

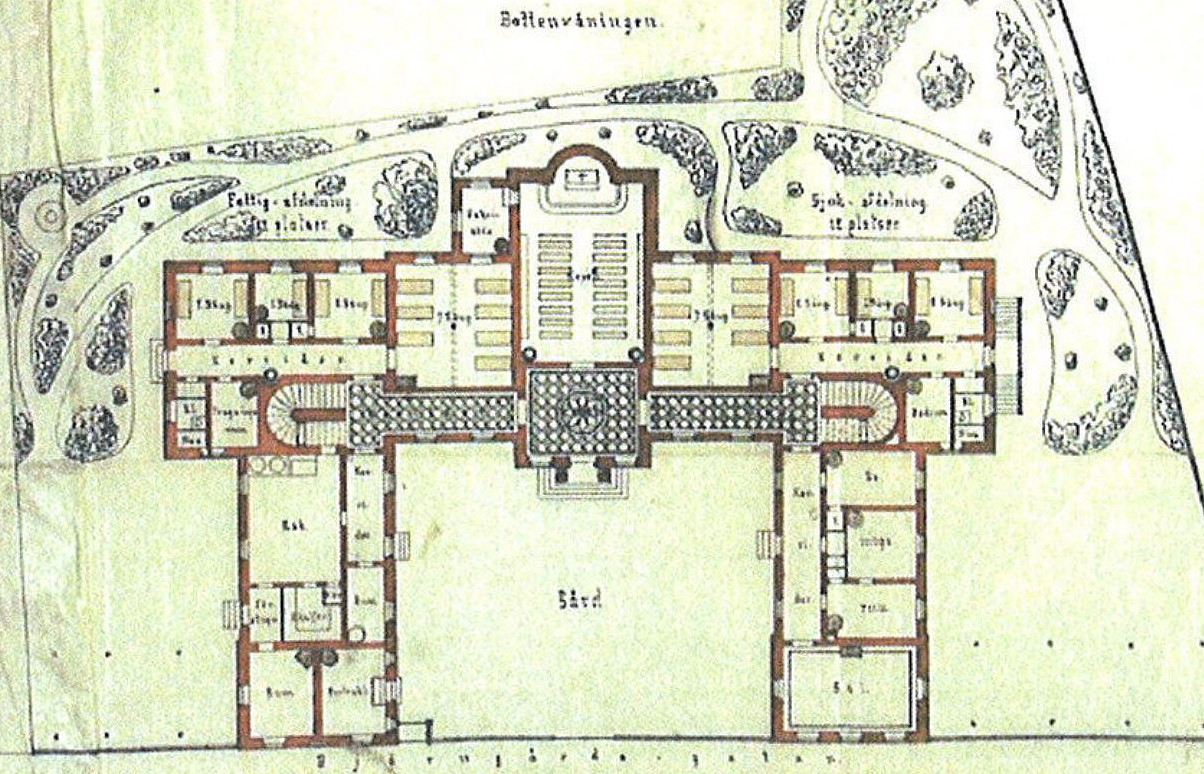
Ritning bottenvåning.

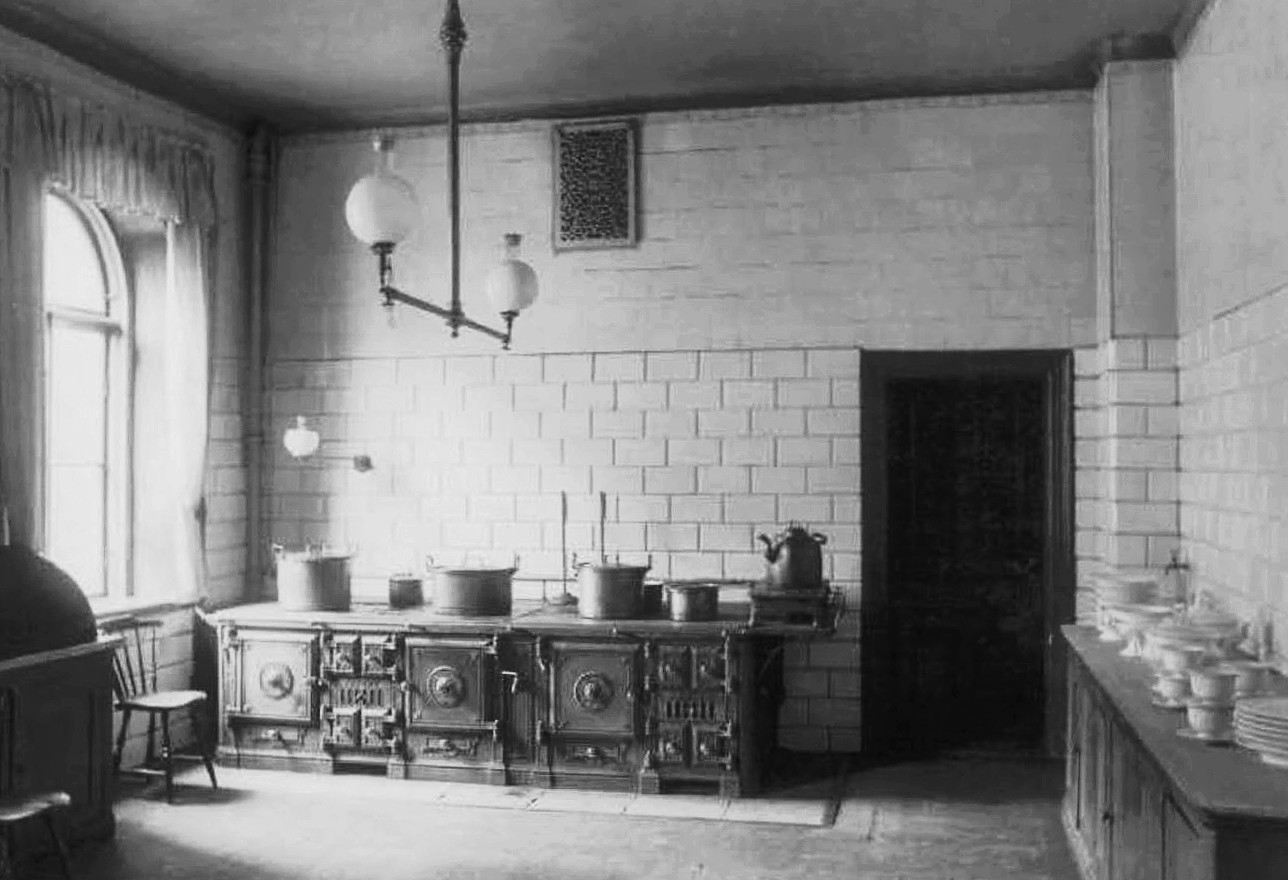
Köket.

Bygget av Konung Oscar I:s Minne började 1873, och initiativtagaren änkedrottningen Josefina av Leuchtenberg hade själv varit med och utfört en del av skisserna. Arkitekten var Per Ulrik Stenhammar. Han ritade en palatsliknande vårdbyggnad i två våningar med flyglar och fasader i sandstensfärgad puts. I huvudbyggnaden fanns bland annat rum med två respektive sju sängplatser för "sjukavdelningen" respektive "fattigavdelningen". Från centralhallen nådde man en kyrksal med två våningars takhöjd. I flyglarna anordnades rum för administration och i norra flygeln låg köket. 
Huset, som skulle vara "ett hem för mindre bemedlade fruntimmer af ståndsklassen" blev färdigt i slutet av år 1875. När hemmet öppnade år 1875 hade det 45 platser, därav var två platser så kallade "friplatser" som var avgiftsfria. För de övriga platserna fick en avgift mellan 200 och 450 kronor årligen erläggas. Intill byggnadens östra sida anlades en liten park som är idag en del av Mariagårdstäppan.
År 1952 lämnade stiftelsen huset och flyttade sin verksamhet till stadsdelen Bagarmossen. Orsaker till flytten var dels att huset vid Björngårdsgatan blivit för "tungt" för stiftelsen och dels den nya järnägstunneln och spårdiket för Västra stambanan som skulle anläggas intill byggnadens södra gavel och därigenom kom att inkräkta på husets trädgård. Stockholms stad förvärvade hela fastigheten Stiftelsen 1 och från behållningen kunde Stiftelsen Konung Oscar I:s Minne skaffa nya lokaler i Bagarmossen. 
År 1957 följde en ombyggnad för sjukvårdsutbildning av sjuksköterskor och administration. I byggnaden fanns även Mentalvårdsbyrån, senare Psykoterapiinstitutet. Fram till och med 2009 bedrev Karolinska Institutet i samarbete med Psykoterapiinstitutet psykoterapeutisk verksamhet i huset. År 2004 utfördes en byggnadshistorisk inventering av Stockholms stadsmuseum på uppdrag av dåvarande Banverket.
2009 hyrdes hela huset ut till Trafikverket som bedrev verksamhet kopplad till bygget av Citybanans Södermalmstunneln, som passerar under delar av byggnaden. I samband med det överfördes den forna vårdinrättningen till fastighetsnämnden från Micasa Fastigheter, som äger Stockholms stads omsorgsfastigheter.

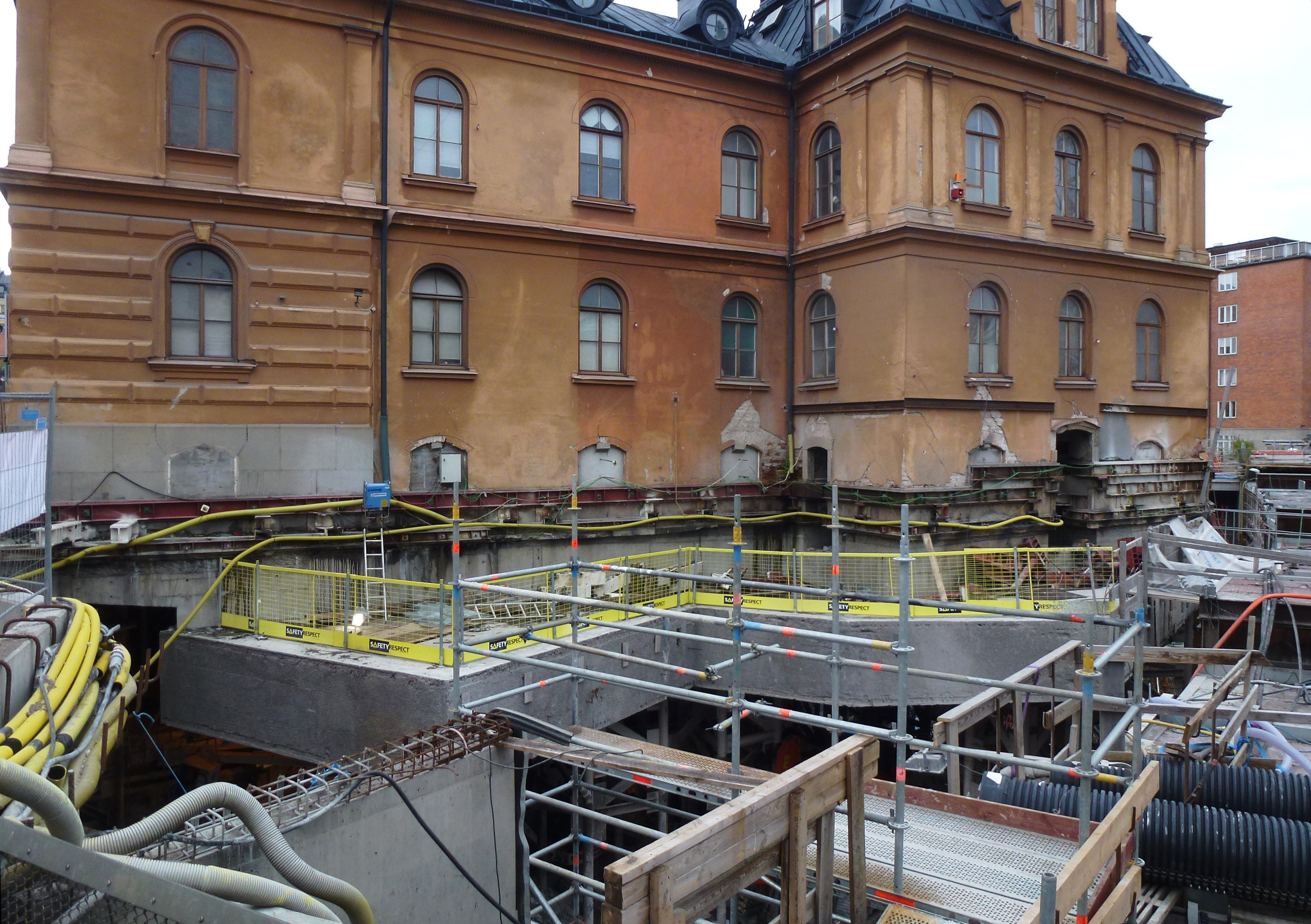
Tunnelbygget under flygeln, 2014

Södermalmstunneln, som byggdes 2009–2017, passerar direkt under södra flygeln och ena halvan av huvudbyggnaden. För att bevara huset krävdes omfattande och tekniskt avancerade insatser när tunneln konstruerades. Medan grunden schaktades bort säkrades huset av en tillfällig stålkonstruktion som bars upp av cirka 180 stålpålar invändigt och 100 utvändigt. Därefter göts två tunnelrör. Under arbetenas gång säkrades delar av husets fasader med en korsett av stålbalkar. Efter att arbetena var klara så vilar husgrunden direkt på Södermalmstunnelns tak.

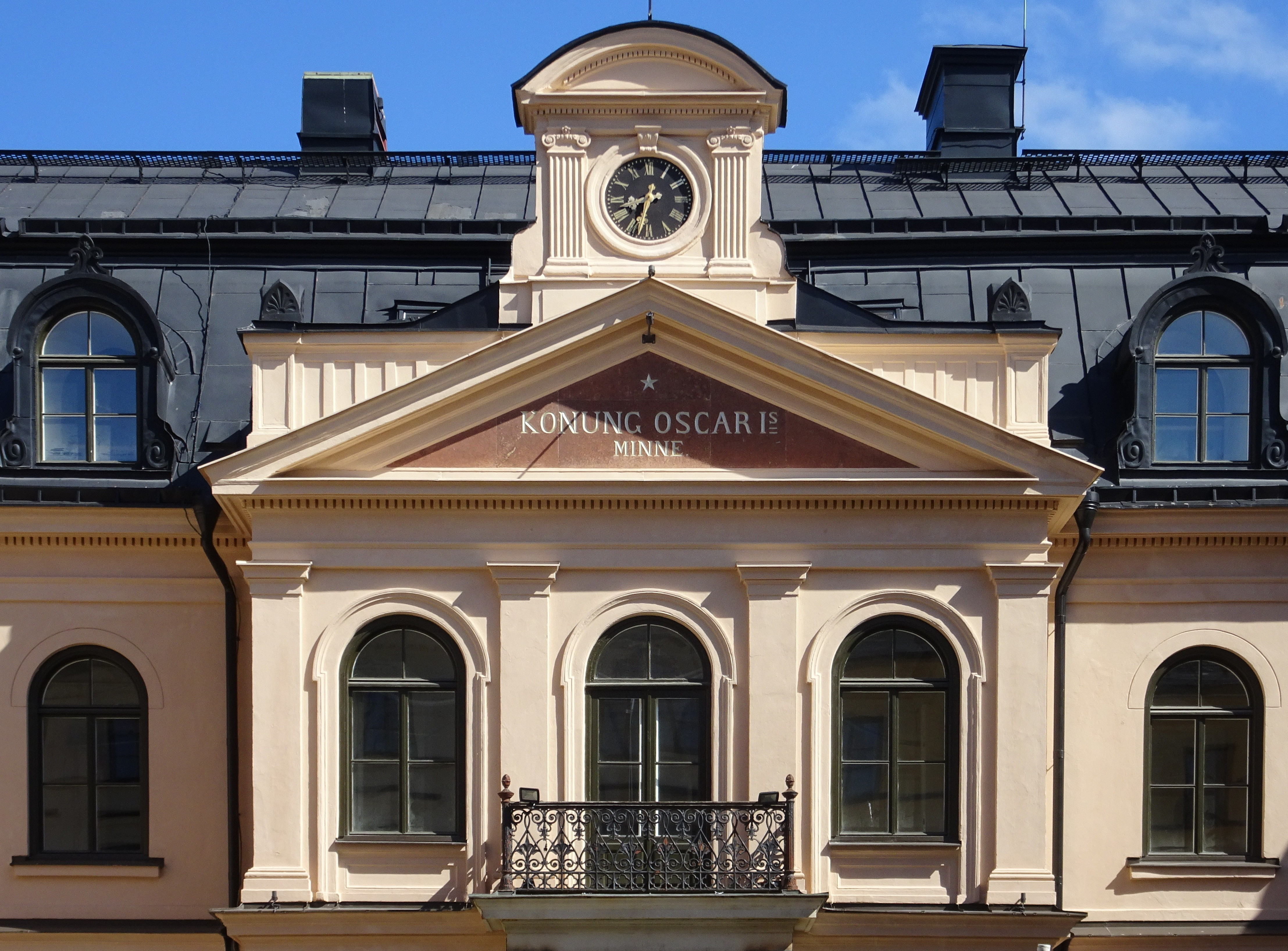
Husets tympanon med inskription.

Fastighetsbolaget Vasaparken beslutade 2018 att köpa huset för 110 miljoner kronor för att användas efter upprustning som hotell och restaurang. I slutet av 2024 så öppnades hotellet Stockholms stadshotell i lokalerna